# Jakubów (Świdnica)
Pour les articles homonymes, voir Jakubów.
Jakubów (en allemand Jakobsdorf, de 1927 à 1945 Grunau-Jakobsdorf) est une localité polonaise de la gmina et du powiat de Świdnica en voïvodie de Basse-Silésie.

## Histoire
De 1742 à 1945, Jakobsdorf fait partie de l'arrondissement de Schweidnitz dans le district de Breslau au sein de la province de Silésie. 